# Ведмедиці
Ведмедиці (Arctiinae) — підродина совкоподібних лускокрилих з родини еребід (Erebidae). В світі описано 11000 видів.

## Опис
Одна група ведмедиць називається лишайницями, вони тонші, блідіші і не волохаті. Інша група — справжні ведмедиці — метелики з товстим плямистим черевцем і гребінчастими вусиками. Часто метелики забарвлені дуже строкато — в чорні, жовті, червоні, білі кольори.
Ведмедиці дістали свою назву через бурих волохатих гусениць. Це метелики середніх або великих розмірів з товстим волохатим тулубом, зазвичай з яскравим малюнком з плям і смуг. Крила у спокої складають «будиночком», лишайниці складають крила плоско, зі значним перекриванням. Строкаті крила метеликів попереджають про те, що вони не їстівні. Кров у них гірка, отруйна. Метелики активні у сутінках і вночі, деякі види денні. Гусінь ведмедиць легко вирощувати в садках, більшість з них багатоїдні.

## Таксономія
Ведмедиці — монофілетична група лускокрилих. Традиційно розглядалася як окрема родина совкоподібних. Зараз ведмедиць розглядають як підродину еребід (Erebidae). Підродину поділяють на три триби:
- Arctiini
- Lithosiini
- Syntomini